# Broen med ni buer
Broen med ni buer (ungarsk: Kilenclyukú híd, bogstaveligt "ni-huls bro") er det mest identificerbare symbol på Hortobágy Nationalpark på den store ungarske slette, og krydser floden Hortobágy.  Buebroen var den længste vej-stensbro i det historiske Ungarn før 1921, da Ungarn blev reduceret til en tredjedel af sit tidligere territorium. Broen blev bygget mellem 1827 og 1833 i klassisk stil.
Afstanden mellem de to landfæster på hver side af floden er 92,13 meter, mens hele stenbroens længde måler 167,3 meter. Indgangen til broen på hver side er bredere, hvilket gør livet for hyrderne lettere, da dyrene, der bliver drevet ind på broen, kommer ind i broens tragtformede åbning.

## Forgængeren
Forgængeren til den ni-buede bro var en trækonstruktion bygget i 1697, som blev forringet over tid på grund af tung trafik. I 1825, efter år med dyr vedligeholdelse af træbroen, besluttede styret i den nærliggende by Debrecen, at afmontere den, og bygge en ny stenbro i stedet for. Efter en gennemgang af flere designs blev planen fra Ferenc Povolny accepteret. Byggeriet af den nye bro påbegyndtes i 1827 og efter dens færdiggørelse i 1833 blev træbroen nedrevet.